# Oil discharge monitoring system
Oil discharge monitoring equipment (ODME) is gebaseerd op het meten van het oliegehalte in ballast- en slop water, om de conformiteit met de voorschriften te meten. Het apparaat is uitgerust met een GPS, een functie voor gegevensregistratie, een oliegehalte-meter, een flowmeter, datalogging en een programmering die zorgt voor minimale actie van de operator en supervisor. Door gebruik te maken van data-interpretatie, zal een rekeneenheid in staat blijven om te meten wat er het schip mag verlaten rekening houdend met de strenge vereisten van de voorschriften.
Vrij vertaald naar het Nederlands "olieafvoerbewakingsapparatuur".

## Conformiteit met voorschriften
Oil discharge monitoring equipment (ODME) is een vereiste om het maritieme milieu te beschermen - gebrek aan naleving leidt tot onmiddellijke reactie, wat resulteert in zware boetes en vertragingen.
Varen met een actieve ODME is vereist volgens de voorschriften van IMO's Marine Environments Protection Committee (MEPC) en door de meeste landen aangenomen. De voorschriften zijn ontwikkeld en geïmplementeerd als gevolg van de jaren zeventig zware olierampen en vervuiling van de maritieme omgeving.
Naarmate de technologie is geëvolueerd, hebben de voorschriften dat ook. Beginnend met een puur mechanische vereiste en handmatige logging, bepaalt het nu een geautomatiseerde monitoring van het oliegehalte. Verder vereist de regelgeving dat reserveonderdelen die door de fabrikant worden aanbevolen aan boord moeten worden meegenomen, evenals controle en logging van snelheid en gegevens (2005).
De laatste wijziging van de regelgeving heeft betrekking tot biobrandstof. Vanaf 1 januari 2016 moeten schepen die biobrandstoffen willen of moeten vervoeren een ODME-systeem hebben dat gecertificeerd is om 5 verschillende biobrandstofmengsels te verwerken. In de nabije toekomst kunnen aanvullende brandstofmengsels aan de goedkeuringslijst worden toegevoegd. De verordening van MARPOL stelt dat geen enkel vaartuig dat olie, olieachtige stoffen of chemicaliën vervoert, meer kan lozen dan de volgende limieten, en alleen als ze onderweg zijn buiten speciale gebieden:
- 30 l (pure) olie per nautische mijl[5]
- Een verzameld volume van meer dan 1 / 30.000 van het totale volume van de vracht van de vorige reis[5]

### De belangrijkste ODME-regelgeving[2]
- ODME obligatory installation MARPOL 73/78 Annex I, regulation 15
- Ships real time position inclusion mandatory for ODME installed after 2005 Resolution MEPC.108(49)[6]
- Manufacturer recommended spares should be carried to ensure operation Resolution MEPC.240(65)[7]
- By January 1st 2016, Oil Discharge Monitoring Equipment must be certified for Bio fuels in order for vessel to carry them Resolution MEPC.240(65)[7]

## Werkingsprincipe
Een monsterpunt op de dischargepijp stelt de analysator in staat om nu het oliegehalte van het ballast- en slopwater te bepalen in PPM. De analyser is zelf onderhoudend door periodieke reinigingen met fris water en vereist daarom een minimum aan actief onderhoud van de bemanning. De resultaten van de analysator worden naar een computer gestuurd, die bepaalt of de waarden voor het oliegehalte al dan niet moeten resulteren in overboord lossen. De kleppen die het ballastwater ofwel over boord of naar de sloptank sturen, worden bestuurd door de geïntegreerde computer en een GPS-signaal automatiseert het proces verder door speciale gebieden toe te voegen en voltooit de vereiste invoer voor het oil record book.
Alle olietankers met een brutotonnage groter dan 150 moeten beschikken over efficiënte olieafvoerbewakingsapparatuur aan boord.
De olieachtige ontlading wordt via een pomp naar zee gestuurd. Het olieachtige mengsel moet door een reeks sensoren gaan om te bepalen of het acceptabel is om naar de afvoerleiding te worden gestuurd.
Op basis van voorschriften moeten de volgende waarden door het systeem worden vastgelegd:
- Datum en tijdstip van de ontlading
- Locatie van het schip
- Olie-inhoud van de ontlading in ppm
- Totale geloosde hoeveelheid
- Afvoerpercentage

Alle registraties van bewakingsapparatuur voor oliedetectie (Oil Detection Monitoring equipment) moeten aan boord van schepen worden bewaard voor niet minder dan drie jaar.
Oil Discharge Monitoring-systemen bestaan tegenwoordig uit een rekeneenheid die is geïnstalleerd in de controlekamer. De computereenheid bestuurt en ontvangt gegevens van andere ODME-componenten.
ODME-systemen hebben ook een analyse-eenheid die de oliegehalte-meter bevat, een verswaterklep voor reinigingsdoeleinden en een druktransmitter die de monsterdoorstroming door de meetcel bewaakt.